# Lottie Moss
Lottie Moss (Londres, 9 de enero de 1998) es el nombre artístico de Charlotte Moss, una modelo de glamour británica. Es hermanastra de Kate Moss.

## Biografía
Moss es hija de Peter Moss y de Inger Solnordal, a través de su padre es hermanastra de la modelo Kate Moss, quien ya había alcanzado la fama internacional cuando Moss nació.
Moss apareció por primera vez en las páginas de la revista Vogue americana en 2011, ya que la boda de su hermanastra mayor apareció en la revista y Moss fue dama de honor.
En 2014 Moss firmó con Storm Model Management. Su primera sesión de fotos fue una aparición en la revista Dazed, mientras que su primer editorial impreso fue en Teen Vogue. Ese mismo año también apareció en una serie de anuncios para Calvin Klein, para quien su hermanastra también había modelado.
Moss consiguió su primera portada de Vogue en 2016, apareciendo en la portada de Vogue París junto al modelo Lucky Blue Smith.
En 2021 Moss anunció que vendería fotos suyas desnuda en el servicio de suscripción de contenidos OnlyFans. Moss defendió la decisión diciendo que era una "persona muy sexual". En una entrevista con el podcast Private Parts, Moss reveló que, debido a que su carrera se había beneficiado en gran medida del nepotismo, tenía una relación incómoda con la fama. Además, explicó que disfrutaba del control que tenía en la creación de sus propios contenidos.
A comienzos de 2022 se dio a conocer que Lottie había ingresado en una clínica de rehabilitación.

## Vida privada
Moss se identifica como pansexual.